# Леонув (Сохачевський повіт)
Леонув (пол. Leonów) — село в Польщі, у гміні Нова-Суха Сохачевського повіту Мазовецького воєводства.
Населення — 45 осіб (2011).

## Демографія
Демографічна структура станом на 31 березня 2011 року:
|          | Загалом | Допрацездатний вік | Працездатний вік | Постпрацездатний вік |
| -------- | ------- | ------------------ | ---------------- | -------------------- |
| Чоловіки | 20      | 2                  | 16               | 2                    |
| Жінки    | 25      | 4                  | 15               | 6                    |
| Разом    | 45      | 6                  | 31               | 8                    |